# Watch Dogs: Legion
A Watch Dogs: Legion egy 2020-as akció-kalandjáték, amelyet a Ubisoft torontói stúdiója fejleszt. Ez a Watch Dogs sorozat harmadik epizódja, és a 2016-os Watch Dogs 2 folytatása. A játék egy jövőbeli, disztópikus Londonban játszódik. A fő cselekmény, hogy a DedSec hackercsoport igyekszik tisztázni a nevét a londoni terrortámadásokkal kapcsoladban, amikért őket vádolják, valamint felszabadítják a város lakosait egy elnyomó, zsarnok katonai magánvállalat, az Albion alól, amit a kormány bízott meg a terrortámadások után, hogy állítsa helyre, és tartsa fenn a rendet, valamint találja meg a DedSec-et, akiket okolnak mindezért.
Az előző epizódok hagyományos játékelemei mellett a Legion több játszható karaktert enged, akiket bármikor be lehet szervezni a csapatba, és játszhatók a küldetések teljesítéséhez. Minden irányítható karakter saját egyedi képességekkel és háttérrel rendelkezik, és végleg meg is halhatnak, ha a játékosok engedélyezik a permadeath funkciót, mielőtt új játékot kezdenének. Négyszemélyes kooperatív többjátékos mód is helyet kap, ami lehetővé teszi a játékosok számára, hogy együtt teljesítsenek küldetéseket, vagy, hogy közösen fedezzék fel Londont.
A Legion 2020. október 29-én jelent meg Microsoft Windowsra, PlayStation 4-re, Xbox One-ra és Stadiara, novemberben pedig Xbox Series X és Series S-re, PlayStation 5-re és Amazon Luna-ra. Megjelenését követően a játék vegyes kritikákat kapott, mégis a legfőbb szempont a több játszható karakter, az ismétlődő küldetésstílus, a nyílt világ kinézete és a vezetési mechanika volt.

## Fordítás
Ez a szócikk részben vagy egészben  a   Watch Dogs: Legion című angol Wikipédia-szócikk ezen változatának fordításán alapul.  Az eredeti cikk szerkesztőit annak laptörténete sorolja fel. Ez a jelzés csupán a megfogalmazás eredetét és a szerzői jogokat jelzi, nem szolgál a cikkben szereplő információk forrásmegjelöléseként.